# Vledder Aa
De Vledder Aa is een kleine beek in het zuidwesten van Drenthe.
De bron van de beek ligt in het Aekingerbroek, niet ver van Appelscha in Zuidoost-Friesland. De beek stroomt vervolgens naar het zuidwesten langs de (Drentse) dorpen Wateren, Doldersum, Vledder en Frederiksoord. Vanaf de samenvloeiing met de Wapserveensche Aa ten zuiden van Vledder wordt de naam gewijzigd in Steenwijker Aa. Na Steenwijk wordt de naam opnieuw gewijzigd, nu in Steenwijkerdiep. De afstand vanaf de bron tot aan de samenvoeging met de Wapserveensche Aa is ongeveer 13 km.
De Vledder Aa is bijzonder omdat het de enige beek in Nederland is waarvan de bovenloop in een natuurlijke omgeving ligt. Het Aekingerbroek was tot begin jaren negentig een weiland midden in de boswachterij Smilde. Nu dit gebied deel uitmaakt van het Nationaal Park Drents-Friese Wold is dit gebied opnieuw ingericht. Bos is gekapt en weilanden zijn weer omgevormd tot natuurterrein.
Tot tien kilometer stroomafwaarts is het stroomgebied van de Vledder Aa in 2002 en 2003 opnieuw ingericht. De beek kreeg haar oude loop weer terug en meandert nu weer door het Doldersummer veld. Ook het beekdal van de Tilgrup, een beek die in de Vledder Aa uitmondt, werd gedeeltelijk weer hersteld. Tevens werd de kunstmatige instroom van gebiedsvreemd en vervuild water uit de Drentsche Hoofdvaart via de Tilgrup naar de Vledder Aa afgesloten.

## Poëzie
De mensen gaan wondere wegen,
zegt de beek. Wat is de zin?
Ik heb de tijd, ik ken mijn plaats
mijn stroomgebied; ik kom, ik ga.
Een stukje eeuwigheid: de Vledder Aa
Fragment van het gedicht "Vledder Aa" van Marga Kool